# Robert Förstemann
Robert Förstemann (Greiz, Turíngia, 5 de març de 1986) és un ciclista alemany especialista en pista. Medallista als Jocs Olímpics, també ha guanyat un Campionats del món de Velocitat per equips.

## Palmarès
- 2004
  -  Campió del món júnior en Velocitat per equips (amb Benjamin Wittmann i Maximilian Levy)
- 2008
  -  Campió d'Alemanya en Velocitat
  -  Campió d'Alemanya en kilòmetre
- 2009
  -  Campió d'Alemanya en Velocitat per equips (amb Sascha Hübner i Carsten Bergemann)
- 2010
  -  Campió del món velocitat per equips (amb Maximilian Levy i Stefan Nimke)
  -  Campió d'Europa en Velocitat per equips (amb Maximilian Levy i Stefan Nimke)
- 2011
  -  Campió d'Europa en Velocitat per equips (amb René Enders i Stefan Nimke)
  -  Campió d'Alemanya en Velocitat per equips (amb Carsten Bergemann i Maximilian Levy)
- 2012
  -  Medalla de bronze als Jocs Olímpics de Londres en Velocitat per equips (amb René Enders i Maximilian Levy)
- 2013
  -  Campió d'Europa en Velocitat per equips (amb René Enders i Maximilian Levy)
  -  Campió d'Alemanya en Velocitat
  -  Campió d'Alemanya en Velocitat per equips (amb Richard Assmus i René Enders)
- 2014
  -  Campió d'Europa en Velocitat per equips (amb Tobias Wächter i Joachim Eilers)
  -  Campió d'Alemanya en Velocitat per equips (amb Richard Assmus i René Enders)
- 2015
  -  Campió d'Alemanya en Velocitat per equips (amb Eric Engler, Robert Kanter i Tobias Wächter)
- 2016
  -  Campió d'Alemanya en Velocitat per equips (amb Eric Engler i Robert Kanter)

### Resultats a laCopa del Món
- 2008-2009
  - 1r a Cali, en Velocitat per equips
- 2011-2012
  - 1r a Astanà i Londres, en Velocitat per equips
- 2012-2013
  - 1r a Glasgow, en Velocitat per equips
- 2013-2014
  - 1r a Manchester, en Velocitat
  - 1r a Manchester i Aguascalientes, en Velocitat per equips
- 2014-2015
  - 1r a Londres, en Velocitat per equips
- 2015-2016
  - 1r a Cambridge, en Velocitat per equips
- 2016-2017
  - 1r a Cali, en Velocitat per equips
- 2017-2018
  - 1r a Manchester, en Velocitat per equips